# Bérurier au sérail
Bérurier au sérail est un roman publié en 1964 par Frédéric Dard sous le nom de plume de San-Antonio, il est le 57e de la série  policière San-Antonio
Chez l’éditeur Fleuve Noir, il porte d’abord le numéro 427 de la collection « Spécial Police », puis en 1978 le numéro 87 de la collection « San-Antonio », avant de figurer en cinquante-septième position lorsque cette même collection adopte la numérotation par ordre chronologique, en 2003.

## Couvertures
- 1re édition de 1964 : illustration de Michel Gourdon.
- 2e édition de 1969 : illustration de Michel Gourdon.
- 3e édition de 1978 : illustration Photo.
- 4e édition de 1989 : illustration de Georges Wolinski.
- 5e édition de 1994 : illustration de Alain Siauve.
- 6e édition de 2003 : illustration de François Boucq.
- 7e édition de 2016 : illustration.

## Résumé
Sur ordre d'Achille, dit Le Vieux, patron de San-Antonio, (Directeur de la Police française) le Commissaire San-Antonio et ses deux adjoints Bérurier et Pinaud  doivent se rendre au Kelsaltan pour tenter de retrouver la trace de deux agents secrets français disparus en mission.

## Personnages
- San-Antonio : commissaire de police.
- Alexandre-Benoît Bérurier et César Pinaud : adjoints du commissaire.
- Sirk Hamar : surnom Sidi l'Arnaque, un malfrat de haute volée natif du Kelsaltan et recruté comme « guide » lors de l’expédition.
- Alcide Sulfurik : agent secret français matricule : SO4 H2 et son collègue Ludovic.
- Oscar Avane : chargé des affaires arabes à la police judiciaire.

## Lieux de l'aventure
Les événements se produisent au Kelsaltan, pays imaginaire localisé « à l’angle du Golfe persique et de l’avenue Raymond Poincaré »
Le gentilé des habitants est Kelsaltipe. La monnaie est le brakmarh. La langue est l'arabe fouinazé. La capitale est Kelsalmecque. Le pays est divisé en plusieurs émirats ou sultanats : le sultanat d’Analfabeth, le sultanat de Kelkroupkellha, l'émirat d’Aigou où se trouve la ville de Toutal-Aigou.
Autres villes : Beotie qui est  un port du sultanat d’Analfabeth et Fiksesh.
Le pays comprend, entre autres zones géographiques, le mont Zémerveils et le désert du Rasibus, surnommé le désert de la soif.

## Figure de style
L’accumulation :
« Il y a des filles à la peau ocre, à la peau noire, à la peau blanche, à la peau crème, a la peau crème-fouettée, à la peau brique, a la peau bistre, à la peau bisque (comme les homards), des qui ont les cheveux blonds, des qui les ont roux, ou noirs, ou chatains ou presque blancs, ou presque bleus, ou quasiment rouges, ou pratiquement dorés. »
L'expression métaphorique :
« Il a cheminé assez loin de la ville avant de nous semer du poivre (distancer). »

« Je te parie que la Vieillasse fait la retape (observation) autour du palais en cherchant un moyen de nous délivrer. »

« Et alors, ma pauvre guêpe, je lui dis,  on s'est fait faire aux pattes?(se faire arrêter). »

Les néologismes : 
galimafrer : manger « Tout le monde bafre et rote . Les plus rapides émettent déjà d'autre incongruités. On galimafre avec les doigts. »

se cintrer : rire « Je me cintre comme un perdu devant le spectacle encore jamais vu du Gros et Pinuchet déguisés en descendants de Mahomet. »

batouze : beau « Tout est blanc et ocre, ici. Faut reconnaître que c'est batouze. »

Le calembour :
« C'est pas de jeu. Je déposerai une plainte à la fédération de catch. C'est le combat de David contre Colgate! »

« Qu'est-ce que je peux faire : il a le bide en acier. C'est l'homme de Grois-Moignon je te dis! »

« Fastoche, se réjouit le Gravos. En deux coups d'écuyer à Pau ça va être réglé. ».